# Héctor Pons Riudavets
Héctor Pons Riudavets (Mahón, Baleares, 12 de mayo de 1990) es un político y funcionario español, miembro del Partido Socialista Obrero Español y actual alcalde de Mahón (desde 2019). 

## Biografía
De familia mahonesa por parte de madre y sanclementera por parte de padre. Con el tiempo, se fue vinculando y participando en diferentes entidades culturales del municipio y encontró en la música su principal afición.
Estudió el bachillerato en ciencias tecnológicas en el Instituto Pasqual Calbó. Antes, en la escuela concertada Sant Josep, donde fue representante de los alumnos en el Consejo Escolar. 
Estudió en Gerona, donde vivió durante cinco años. Cursó magisterio con la especialidad de música, y después de tres años, decidió quedarse dos años más para licenciarse en psicopedagogía y hacer un máster en temas de juventud. En 2011 se afilió por primera vez con el PSOE.
En 2015, aceptó la propuesta de su compañero Vicenç Tur para participar en la candidatura socialista de Mahón, ocupando el puesto número 5. Después del pacto de gobierno con Ahora Mahón, asumió las competencias de Cultura, Fiestas, archivo y patrimonio del ayuntamiento de Mahón. Un año y medio después, en enero de 2017, asumió los temas relacionados con el Puerto, la Primera Tenencia de Alcaldía y la Portavocía del Grupo Municipal del PSOE. Posteriormente, en octubre de 2017, fue elegido Secretario General del PSOE de Mahón.
En 2019, la Asamblea del PSOE le otorgó la confianza para ser el candidato socialista de Mahón. Después de alcanzar un acuerdo con Ahora Mahón, fue elegido Alcalde de Mahón. 